# 14 Virginis
14 Virginis är en orange jätte i Jungfruns stjärnbild.
Stjärnan har visuell magnitud +6,82 och är inte synlig för blotta ögat utan fältkikare. Den befinner sig på ett avstånd av ungefär 630 ljusår.